# Arborfield
Arborfield – wieś w Anglii, w hrabstwie ceremonialnym Berkshire, w dystrykcie (unitary authority) Wokingham. Leży 8 km na południowy wschód od centrum miasta Reading i 56 km na zachód od centrum Londynu. W 2001 miejscowość liczyła 2721 mieszkańców.